# Kawecan

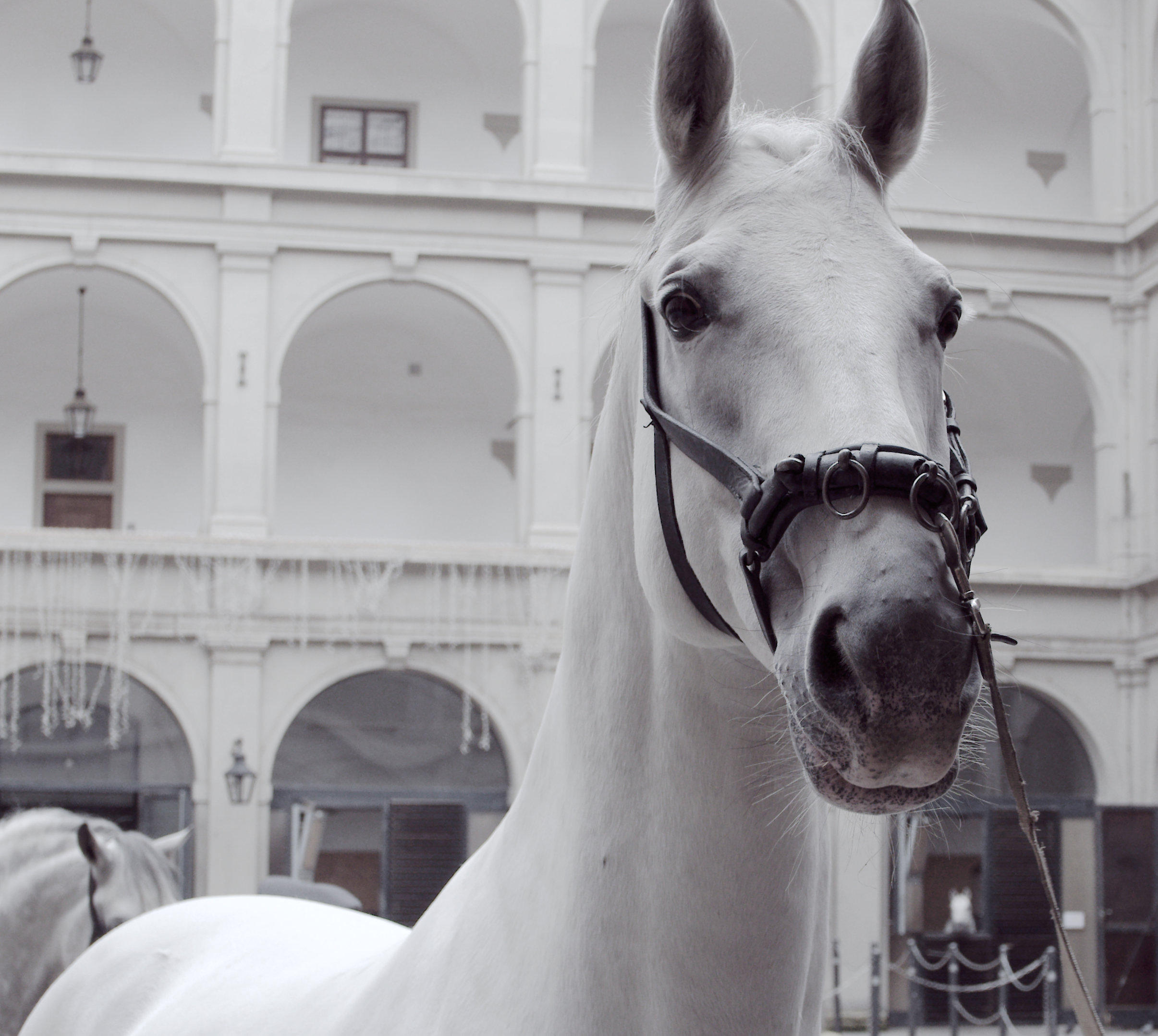
Głowa konia rasy lipicańskiej w Hiszpańskiej Szkole Jazdy w Wiedniu. Koń ma założony kawecan z uwiązem przyczepionym do środkowego kółka.

Kawecan – rodzaj uzdy służący do prowadzenia konia z ziemi, lonżowania, naziemnej pracy z koniem (np. na długich wodzach), a także do jazdy. Składa się z wzmocnionego nachrapnika, który ma trzy miejsca do zapięcia lonży i wodzy lub wypinaczy. Lonżę przypina się do środkowego, obrotowego pierścienia, natomiast boczne kółka służą do mocowania wodzy pomocniczych (jeśli nie używa się ogłowia wędzidłowego). Kawecan stabilizuje od spodu pasek podgardlany. Kawecan może wywierać duży nacisk na kość nosową konia; w zależności od budowy nachrapnika i jego wypełnienia. Podczas lonżowania ułatwia uzyskanie prawidłowego wygięcia na łuku, a podczas pracy z ziemi pozwala na bardziej subtelną komunikację z koniem (na przykład przy pracy na długich wodzach). Najczęściej stosowany w jeździectwie klasycznym.